# Акимов, Иван Иванович
Иван Иванович Акимов (1724—1805) — русский переводчик, прокурор.

## Биография
Иван Акимов родился в Санкт-Петербурге 7 января 1724 года в семье магистратского канцеляриста. В 1736 году вместе со старшим братом Николаем записан в ученики Академической гимназии. Гимназический курс тогда был приспособлен, главным образом, для обучения переводчиков с новейших языков. По окончании гимназии Иван Акимов получил звание переводчика с немецкого, французского и латинского языков. Служил наборщиком Ведомостной экспедиции. В 1760 году назначен фактором (заведующим) новой Академической типографии. В 1764 году перешёл на службу в Сенат. Служил переводчиком и секретарём 2-го Департамента. В 1773 году определён прокурором в Юстиц-коллегию лифляндских, эстляндских и финляндских дел. Скончался 19 января 1805 года в чине действительного статского советника.

## Переводы
Акимова напечатал много анонимных переводов. В частности, он помогал своему другу Г.-Ф. Миллеру в переводах материалов журнала «Ежемесячные сочинения». Имеется также ряд других его переводов:
1. В 1763 году с французского он перевёл сочинение Лакомба де Презеля — «Иконологический лексикон, или Руководство к познанию живописного и резного художеств, медалей, эстампов и пр. с описанием, взятым из разных древних и новых стихотворцев»; имени переводчика не указано; второе издание этой книги вышло в 1786 году.
2. С немецкого переведена им изданная в 1765 году трагедия Клейста «Сенека» под заглавием «Сенека, печальное позорище» в 3 действиях.
3. В 1766 году издан перевод с немецкого известного древнегреческого романа Харитона Афродисейского «Похождение Херея и Каллирои».

По утверждению авторов Русского биографического словаря, «язык переводов его особенной плавностью не отличается».